# 翁双杰
翁双杰（1928年—2014年1月6日），原名翁志刚，男，祖籍浙江余姚，生于上海，中国滑稽戏、独脚戏演员。

## 生平
翁双杰生于上海，祖籍浙江余姚。早年拜姚慕双、周柏春为师，入蜜蜂滑稽剧团、上海人民艺术剧院滑稽剧团、上海曲艺剧团、上海滑稽剧团，主演的滑稽戏代表作有《路灯下的宝贝》、《满园春色》、《性命交关》等。